# Пелей

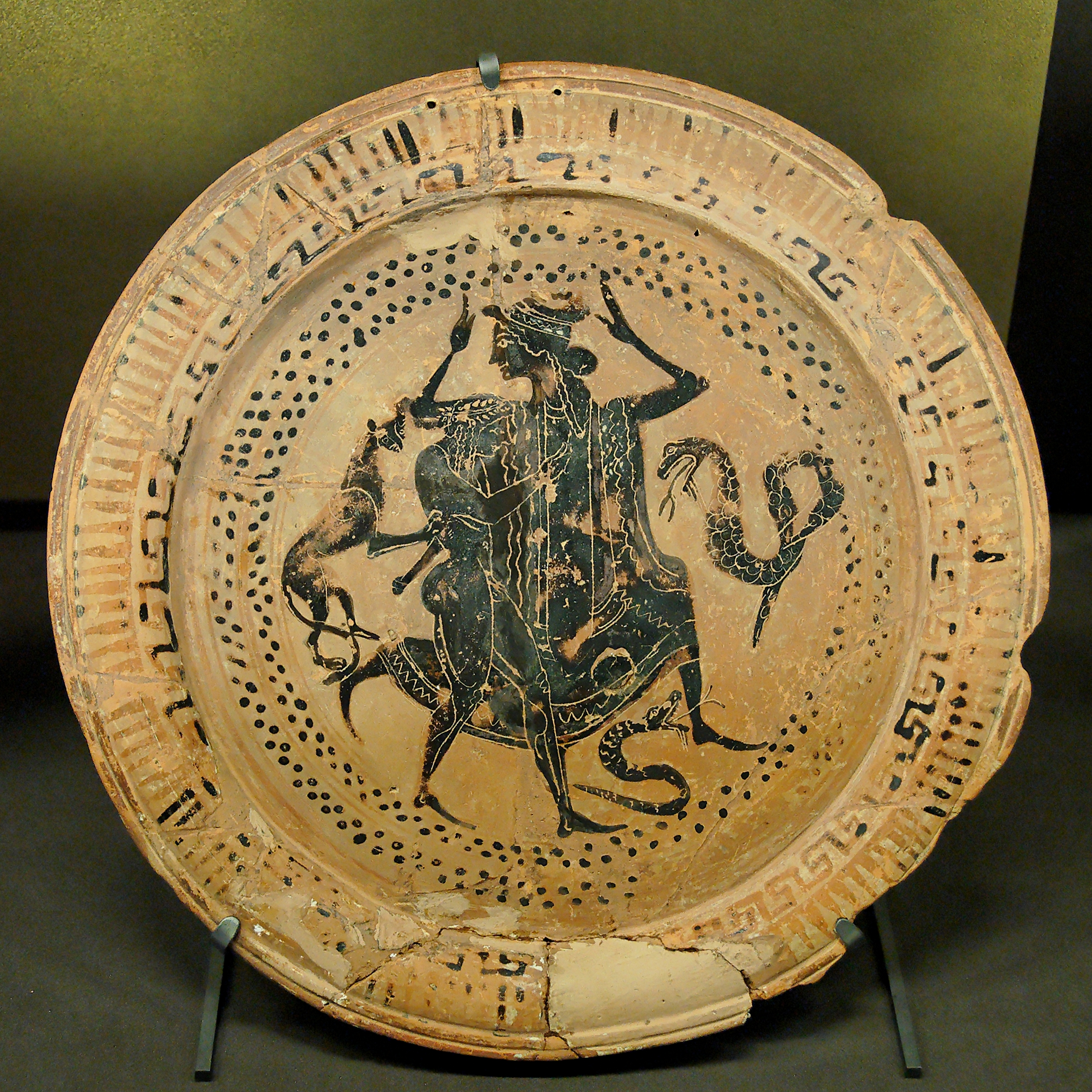
Пелей тікає із Фетидою, яка даремно напускає змій, намагаючись позбутись його, беотійська фіала, близько 500—475 до н. е., Лувр

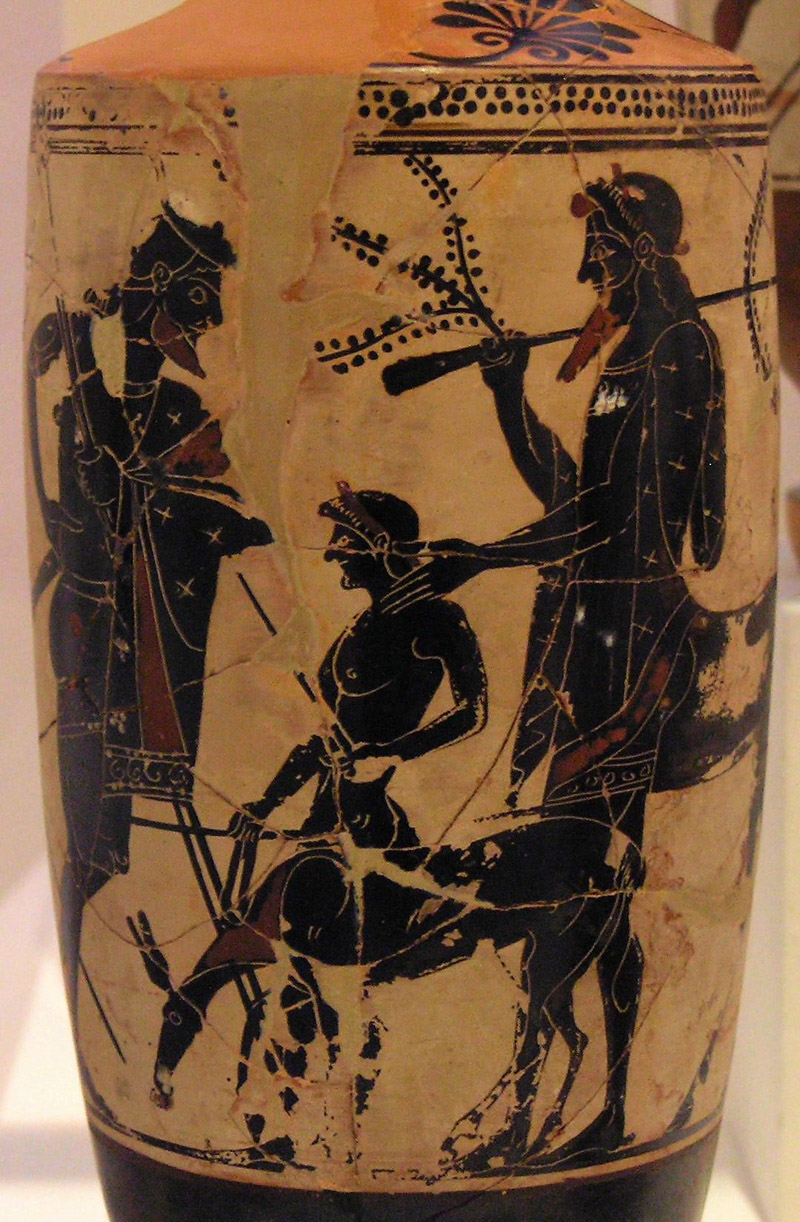
Пелей передає Ахіллеса на піклування Хірону, лекіф із білим тлом, Единбурзький вазописець, близько 500 до н. е., Національний археологічний музей Афін

Пеле́й (грец. Πηλέας) — син егінського царя Еака та Ендеїди, брат Теламона, володар мірмідонян у Фтії (Фессалія).
Убивши свого брата Фока, Пелей і Теламон утекли у Фтію до царя Евріта, який очистив Пелея від провини й віддав за нього заміж свою дочку Антігону. Під час калідонського полювання Пелей ненавмисне вбив Евріта і мусив покинути Фтію. Він оселився у свого друга Акаста, владаря Іолку.
У нього закохалась Акастова дружина Астідамія, проте Пелей не відповів їй взаємністю. Щоб помститись, Астідамія сказала Пелеєвій дружині Антігоні, нібито він хоче одружитися з дочкою Акаста Стеропою. Антігона з розпуки повісилася (порівняйте біблійну розповідь про вродливого Йосифа та дружину Пентефрія, єгипетську казку про двох братів, міф про Федру й Іпполіта тощо).
Астідамія обмовила Пелея також перед чоловіком, сказавши, що гість переслідував її своїм коханням. Розгніваний Акаст, дотримуючись звичаїв гостинності, не хотів убивати друга в своєму домі, але, запросивши на полювання, залишив його без зброї на горі Пеліон на поталу кентаврам. Пелей чудом урятувався. У нагороду за його безневинність боги дали йому за дружину нереїду Фетіду, що народила від нього Ахіллеса.
Пелей здобув Іолк, прогнав Акаста і вбив його дружину, але згодом був вигнаний з міста й помер під час морських мандрів. За Піндаром, після смерті Пелей став суддею в підземному царстві разом із Кроносом, Кадмом і Ахіллесом. За однією з версій, Пелей брав участь у поході аргонавтів, у поході Геракла на Трою тощо.